# 张大庄乡
张大庄乡是中国山东省德州市宁津县下辖的一个乡。

## 行政区划
张大庄乡下辖中村、张大庄王庄村、清明寺村、石王庙村、张大庄小郭村、双碓村、铁马村、大庄庞庄村、程庄村、姚口村、杏行村、前徐村、前村、小郑村、后村、李七村、刘辉村、张木春村、小房村、高桥村、小宏村、张大庄张纸房村、大尹村、小尹村、齐东村、齐西村、张大庄田庄村、张大庄沈庄村、张户头村、张太监村、大庄魏庄村、靳庄村、郑义门村、大庄杨庄村、大鱼李村、白集村、大白村、后郑村、双碓王庄村、双碓小马村、张香西村、大郑村、冯庄村、大庄刘庄村。